# ونتو
ونتو (لاتین Venetia, Venetian Vèneto)، یکی از ۲۰ ناحیه ایتالیا با جمعیتی حدود ۴٫۸ میلیون نفر و به مرکزیت ونیز است.
امروز این استان یکی از ثروتمندترین و صنعتی‌ترین استان‌های ایتالیا است.
ناحیه ونتو نزدیک به ۱۵ درصداز گاوهای ایتالیایی را در خود جای داده‌اند.
ماهیگیری در سواحل این ناحیه منبع درآمد مهمی تلقی می‌شود.
مهمترین محصولات کشاورزی آن شامل ذرت ، نخود فرنگی ، سبزیجات ، چغندرقند ، تنباکو و شاهدانه می‌باشد.
ماسک‌های سنتی ونیزی، ظروف و اشیای شیشه ای مورانو و تورهای سنتی بورانو از شهرتی جهانی برخوردارند.
دیزل و سافیلو مهمترین برندهای صنعتی آنرا تشکیل می‌دهند .
ونیز، پادوا و ورونا سالیانه میلیون‌ها گردشگر را به سمت خود جذب می‌کنند.
میدان و کلیسای جامع سن مارکو، پل افسوس ها، گراند کانال، پل ریآلتو، کلیسای سانتا ماریا دلاسالوت، کارخانه قدیمی کشتی سازی آرسنال، تفرجگاه اسکله ای ریوا دلی اسکیاوونه، کاخ سانتا سوفیا، مجموعه پگی گوگنهایم، قصر دوک،اپرای لافنیچه، آمفی تئاتر ورونا،موزه و قلعه کاستلوچیو، کلیسای جامع دی سانتا انتونیو از مهمترین جاذبه‌های گردشگری آن هستند.
دانشگاه پادووا و دانشگاه کافوسکاری ونیز از مهمترین دانشگاه‌های ایتالیا در این ناحیه قرار دارد.
جشنواره فیلم، فستیوال ماسک و دوسالانه ونیز از مهمترین رویدادهای فرهنگی ایتالیا می‌باشد.
زبان اغلب مردم این استان زبان ونتی است.

## جمعیت
| سال      | میزان جمعیت |
| -------- | ----------- |
| 2019     | 4.884.590   |
| 2020     | 4.879.133   |
| 2021     | 4.869.830   |
| 2022     | 4.847.745   |
| JAN 2023 | 4.849.553   |